# アンチャーテッド 海賊王と最後の秘宝
『アンチャーテッド 海賊王と最後の秘宝』（アンチャーテッド かいぞくおうとさいごのひほう、原題：Uncharted 4: A Thief's End）は、ノーティードッグが開発し、ソニー・インタラクティブエンタテインメントより2016年5月10日に発売されたPlayStation 4専用アクションアドベンチャーゲーム。略称は『UC4』『アンチャ4』。
アンチャーテッドシリーズ通算5作目にしてトレジャーハンターのネイサン・ドレイク(通称ネイト)を主人公とする一連のシリーズの最終章となる。ネイトは本作で海賊王ヘンリー・エイブリーの財宝が眠る海賊の国リバタリアを求めて世界を股に掛けた冒険に旅立つ事になる。
当初は2015年内に発売予定だったが、その後2016年の春に延期された後、2016年3月18日に日本を含め全世界で同時発売される予定となったが、その後「さらなるクオリティのブラッシュアップ」を目的に2016年4月26日に発売日が変更され、その後さらに「万全の体制を整える」ことを理由に5月10日に発売日が変更された。
『アンチャーテッド 海賊王と最後の秘宝』と『アンチャーテッド 古代神の秘宝』が収録されたリマスター版である『アンチャーテッド トレジャーハンターコレクション』がPlayStation 5版は2022年1月28日に、PC版は2022年10月20日に発売される。

## ゲーム性

### グラフィック
シリーズで初めてPS4でリリースされたこともあり、キャラクターの毛穴や血管まで詳細に再現されているなど、過去作のグラフィックのレベルを遥かに凌駕している。また、マップのディティールにも一切の妥協がなく、朽ち果てた遺跡、足元に散乱する瓦礫やゴミ、ジャングルの草木など、ほぼ実写と言えるほどリアルかつ精細に作り込まれている。
また、ストーリーの進行は、過去作ではプレイ中にカットシーンが挿入される形で進行したが、今作ではプレイ画面とカットシーンの切り替えがほとんどなく、プレイ画面上でシームレスにストーリーが進行するようになった。

### 新要素
ロープアクション
建物の出っ張りやせり出した梁などにロープを引っ掛けて、高低差のある場所を上ったりターザンの要領で移動することが可能できる。これによりマップ内を縦横無尽に移動できるようになり、戦闘でもロープによる高低差を利用した戦いが可能になったため、迫力満点でスピード感溢れるアクションを行えるようなっている。
ハーケン
本編中で入手できるハーケンをクライミング中の壁面に刺すことで、通常では届かない離れた場所にある掴みポイントに移動できるようになる。
ワイドリニアのチャプター
ストーリーは今作も基本的に一本道だが、一部のチャプターでは「ワイドリニア」という方式が採用されている。ワイドリニアのチャプターはオープンワールドのような広大なマップが舞台になり、そのマップ内を自由に探索できるようになっている。
車
一部のチャプターでは、車(ジープ)を運転してフィールド内を移動する。車にはウインチが搭載されており、ウインチを大木に縛り付けて巻き取ることでぬかるんだ坂道を上ったり、朽ちた橋の橋脚を壊して道を作ったりできる。

## ストーリー
プロローグ
主人公ネイトは、兄のサムと同業者のレイフと共に、パナマの刑務所に潜入していた。小さい頃から兄弟で夢見ていた『海賊ヘンリー・エイヴリーの財宝』の手掛かりが、ここにあるという情報を得たためだ。
ネイトはレイフが買収した刑務官のバルガスの手引きで、刑務所の裏手にある古い遺跡を探索。そこで『聖ディスマスの十字架』を発見するが、中身は空だった。その後、十字架のことを知ったバルガスが買収分の金だけでなくエイヴリーの財宝の分け前も要求してくるが、レイフが彼を刺殺してしまい、騒ぎとなったため3人は刑務所からの脱走を図る。しかし、その道中でサムが銃弾を受け転落。ネイトはサムを助けようとするが、レイフの説得に応じてやむなく2人で刑務所を脱出した。その後、ネイトは様々な場所や情報をあたってサムの安否を確認するが、サムが死亡したとの情報しか得られなかった。心に深い傷を負ったネイトは、エイヴリーの財宝探索を断念し、そのまま記憶の片隅に封印した。
アメリカ
それから15年後。ネイトはトレジャーハンターを引退し、幾多の冒険を共にしたエレナと3年前に結婚。海底に沈んだ船や荷物を引き上げる海洋サルベージ会社に勤めながら、エレナとマイホームで幸せに暮らしていた。エレナとは「もう危険な冒険はしない」と約束しており、勤務先のオーナーのジェイムソンから何度も遺跡発掘の誘いを受けるが、頑なに断っていた。
そんなある日、15年前に死んだと思っていたサムが突然、生きて目の前に現れる。ネイトは兄の突然の生還に驚き喜ぶが、そんなネイトにサムは脱獄の経緯を話す。サムは囚人仲間のマフィアのボス ヘクター・アルカサルの手引きで刑務所から脱獄したが、その見返りとしてヘンリー・エイヴリーの財宝の分け前を要求され、3か月後までに財宝を見つけ分け前を用意しろと脅してきたという。そこで、かつて共にエイブリーの財宝を夢見た弟から財宝探索の助力を得るべく、ネイトの元にやってきたと語る。
ネイトはエレナとの約束があるため頭を悩ませるが、サムを助けるためエレナには黙って財宝探索に乗り出すことを決意する。サムの情報によると、15年前にパナマの遺跡で見つけたのと同じ聖ディスマスの十字架が、イタリアでオークションに出品されるという。それを手に入れるため、ネイトはサムと共にイタリアに向かう。
イタリア
ネイトはサムと共に、これまで幾多の冒険を共にした相棒サリーの手引きでオークション会場に潜入する。当初は保管庫に侵入して十字架を盗むつもりだったが、出品の順序が変更され十字架が既にオークション会場に展示されていたため、会場を停電させてその隙に盗む計画に変更し、ネイトはウエイターからスったカードキーで電源室を目指す。その頃、サリーは会場で、昔因縁があった民間軍事会社「ショアライン」の女ボスナディーンに遭遇。彼女と話していると、そこにあのレイフがやってくる。レイフは今もエイヴリーの財宝探索を続けており、そのために金に糸目をつけず、ナディーンとショアラインを雇っていたのだった。
無事電源室に到着したネイトは会場を停電させ、その隙にウエイターに扮していたサムが十字架を盗み出す。3人はすぐに現場から逃走し、会場の警備に見つかって一時銃撃戦になるが、なんとか切り抜けてオークション会場から脱出した。その後、十字架の中を調べると、中にエイヴリーの墓の絵が隠されていた。この絵から、スコットランドにある「聖ディスマス大聖堂」の墓地に何かがあると考えたネイト達は、スコットランドに向かうことにする。
スコットランド
聖ディスマス大聖堂では、既にレイフが財宝探索を行っており、大聖堂はショアラインが発破を使って探索したため瓦礫の山となっていた。しかし、ネイト達が目指す墓地は大聖堂から離れた場所にあり、そこはまだレイフたちの探索が及んでいなかった。ネイト達は墓地で、十字架に隠されていた絵から目的の墓を発見。そこから秘密の地下室に入り、仕掛けを解いて対岸にある洞窟を発見する。2人はその洞窟に入るが、洞窟の中は様々な仕掛けや罠が張り巡らされており、それらを解きながら奥へ進むと、広い部屋に到着。部屋の中心にある天秤の仕掛けのコインを取ると、床にマダガスカルのキングスベイを示す地図が映し出される。
たがその直後、壁を破壊してナディーン率いるショアラインが突入してきて、銃撃戦となる。辛くもショアラインから逃れサリーの飛行機で脱出したネイトは、先ほどの仕掛けだらけの洞窟を、エイヴリーが信頼できる仲間を得るために海賊達に課した試練だと推理。試練を突破した海賊だけがキングスベイに招かれると考える。さらに、洞窟で手に入れたコインには火山の絵が彫られていた為、一向は一路、キングスベイの火山に向かう。
キングスベイ
ネイト・サム・サリーの3人は火山を目指し、ジープでキングスベイの荒野を進む。道中には塔の遺跡がいくつもあり、その塔の床にはエイヴリーと関わりがあった海賊のシンボルが刻まれていた。ショアラインの襲撃を掻い潜ってひと際大きな塔の遺跡に着いたネイト達は、その中で壁に刻まれたキングスベイの地図を発見する。地図には海賊のシンボルがいくつも刻まれており、そのシンボルは各海賊の塔の場所を示していた。スコットランドで入手したコインの絵から目的の塔を2つに絞り込んだネイト達は、二手に分かれることにする。
ネイトとサリーが向かう塔は、街のど真ん中にあった。塔の中に入ると、広間の中心に小さな窪みがあった。そこにスコットランドで入手したコインをはめ込むと、仕掛けが作動し4つの生き物の像が現れる。そして、ネイトが塔によじ登って鐘の仕掛けを解くと、秘密の地下室への入口が開く。地下室に降りると、そこには海賊のシンボルと肖像画を使用したさらなるパズルがあり、それを解くと台座が出現。台座にある絵を紙に写し取ると、エイヴリーが築いたとされる幻の海賊の都「リバタリア」がある島の地図が浮かび上がる。ネイトはこのことを知らせようとサムに連絡を取るが、サムはレイフに見つかってショアラインの襲撃を受けてしまった。ネイト達はサムを救出すべく塔を出るが、ショアラインの襲撃を受ける。何とか襲撃を潜り抜け、ショアラインの武装車両団に追われるサムに追いつき、激闘の末に彼を助けることに成功する。
その後、ネイト達は宿泊先のモーテルに戻るが、そこにはエレナがいた。ネイトが嘘をついて約束を破って冒険に出たことがバレてしまったのだった。ネイトはエレナに兄のサムを紹介して事情を話すが、エレナはネイトの話を受け入れることができず、2人の間に溝ができてしまう。だが、それでもネイトはサムを助けるために財宝探索の続行を決断し、サリーにエレナのことを任せる。
孤島
ネイトとサムはクルーザーで、キングスベイで入手した地図が示す孤島に向かう。島には古い遺跡があり、遺跡の中にはまたもエイヴリーが仕掛けたパズルがあった。それを解いていくと、遺跡の中にエイヴリーにゆかりのある海賊たちの石像が次々と出現。だが、パズルを全て解いても肝心のエイヴリーの石像が見当たらない。ネイト達はパズルを解いたことで開いた出口から遺跡の外に出るが、外に先ほどまではなかった巨大なエイヴリーの石像が出現しているのを発見する。その石像に登ってエイヴリー像が持つ望遠鏡を覗くと、その先には今いる孤島よりも大きな島があった。ネイト達はリバタリアはその島にあると考えるが、ふと海を見ると、ショアラインの船が自分達がいる島に向かって来ていた。ネイト達はクルーザーに乗り、足早に望遠鏡で見た島に向かう。しかし、その最中に嵐に見舞われ、さらにショアラインの襲撃を受けたため、クルーザーは転覆して大破。ネイトはサムと離れ離れになってしまう。
海賊島
ネイトは島に漂着し、嵐の中単身で進もうとする。しかし、先ほどの戦闘と嵐による体力消耗が激しく、クライミング中に転落してしまい、意識を失ってしまう。しばらくして意識を取り戻すと、天気は回復しており、再び行動を開始。険しい道を越えて、なんとかサムと合流を果たす。そして、サムと共に島内を探索し、ついに幻の海賊の都「リバタリア」の遺跡を発見する。ただ、リバタリアの宝物庫は荒れ果てていて財宝はなく、その天井に描かれた地図から、海賊たちが都市の住人の宝をすべて奪い、島の更に奥にあるニューデボンに向かったことがわかる。
ネイト達はニューデボンに向かおうとするが、またしてもショアラインの襲撃に遭い、レイフとナディーンに追い詰められてしまう。そして、そこでレイフの口から、サムの脱獄に関する真実が語られる。サムは本当はレイフが大金を積んで刑務所から出したのであり、アルカサルの手引きで脱出して彼に脅されているという話は嘘だったのだ。アルカサルから兄を助けるためにエレナに嘘をついてまでサムに協力してきたネイトは、これに激怒。レイフはネイトに銃口を向けるが、とっさにサムがネイトをかばい、ネイトはその反動で崖から転落してしまう。
転落して負傷したネイトの元に、エレナが駆け付け介抱する。エレナはサリーと共に、ネイトの後を追って島に来ていたのだった。ネイトはサムとの過去のことを含め改めて事情を話し、嘘をついたことをエレナに詫びる。そして、エレナと共にニューデボンを目指す。
ニューデボンに着いたネイトとエレナは、ショアラインの襲撃を掻い潜り、エイヴリー腹心であるトーマス・テューの屋敷のダイニングルームで海賊たちの遺骨を発見する。その様子とテーブルに置かれていた手紙から、ネイトはエイヴリーとテューが財宝の独占を目論み、他の海賊達を毒殺したと推理する。そして、エイヴリーの屋敷にあった手紙から、財宝が山の麓にあるエイヴリーの船に運ばれたと突き止めた。ネイトはそこに向かうための隠し通路を見つけるが、その地下通路にはエイヴリーが用意したミイラの爆弾が至るところに仕掛けられていた。
洞窟を抜けた先には入江があり、そこには古い海賊船の残骸が沢山あり、そこでサムが単身でショアラインと戦っていた。ネイト達はサムと合流し、サリーのアシストで何とかショアラインを退ける。その後、ネイト達4人はこのまま島を脱出しようとするが、財宝をどうしても諦められないサムが一人でエイヴリーの船がある山に向かってしまう。
ネイトは一人でサムの後を追い、山の麓の洞窟内でエイヴリーの船を発見。船の中に入ると、そこには膨大な量の金銀財宝が置かれていた。ネイトはそこで、先に船内に入っていたレイフと遭遇。その部屋の隅には、木の柱の下敷きになったサムもいた。レイフはナディーンと共にネイトを殺そうとするが、ナディーンはレイフを裏切り、ネイト達を船に残して脱出してしまう。
パートナーに裏切られたレイフはネイトを殺そうと、エイヴリーの遺骨が握っていた剣を手に取ってネイトに襲い掛かり、ネイトとレイフは燃え盛る船室で熾烈な戦いを繰り広げる。ネイトはなんとかレイフを倒すと、浸入した海水の浮力を利用してサムを助け、燃える船と崩れ行く洞窟から脱出を果たし、エレナとサリーと共に島を後にする。
エピローグ
ネイトとサムは、幼い頃からの夢だったエイヴリーの財宝探索を成し遂げた喜びを分かち合い、それぞれの道を歩む決心をする。サムはさらなる冒険を望み、サリーと手を組むことにする。ネイトとエレナは仲直りし、お互いに冒険心を我慢せず、合法的なトレジャーハントを行っていくことにする。そのためにエレナは、サムがこっそり持たせてくれた財宝の一部を元手に、ネイトの勤務先の海洋サルベージ会社を買い取った。
それから十数年後。海岸のログハウスで一人の少女が、両親の姿を探していた。少女はログハウスの中で、両親に禁じられていた鍵のかかった棚を開き、こっそり中を見る。棚の中には、壊れた聖ディスマスの十字架やドクロなどの遺物が沢山しまわれていた。そこに、少女の両親が現れる。現れた両親は、ネイトとエレナ。少女の名はキャシー。ネイトはキャシーにはまだ早いと考え、過去の冒険のことはまだ伏せていた。しかし、棚にしまっていた冒険の遺物を見られたことと、エレナからもう話しても大丈夫と言われたことで、ネイトは過去の幾多の冒険譚をキャシーに語ることにする。

## チャプター
マダガスカル沖
プロローグ
アメリカ(少年時代の回想1)
1 - 偉業への小さな一歩
パナマ(刑務所)(15年前)
2 - 地獄の監獄
アメリカ
3 - マレーシアの誘い
4 - 普通の暮らし
パナマ(刑務所)(サムの回想)
5 - ヘクター・アルカサル
イタリア(オークション会場)
6 - 蘇るスリル
7 - 逃げるが勝ち
スコットランド(聖ディスマス大聖堂)
8 - ヘンリー・エイブリーの墓
9 - 資格有る者
マダガスカル(キングスベイ)
10 - 十二の塔
11 - 灯台下暗し
マダガスカル(孤島)
12 - マダカスカルの海
マダガスカル(海賊島)
13 - 孤立無援
14 - 我と楽園に在るべし
15 - リバタリアの海賊たち
アメリカ(少年時代の回想2)
16 - ドレイク家の兄弟
マダガスカル(海賊島)
17 - 二人の誓い
18 - ニューデボン
19 - エイブリーの狂気
20 - 船の墓場
21 - 兄弟の絆
22 - 最後の秘宝
海辺の家
エピローグ

## 登場人物

### ネイト一行
ネイサン・ドレイク（Nathan Drake）
声 - 東地宏樹（少年期：斎賀みつき） / ノーラン・ノース (若年期 : ブリテン・ダルトン) 
本作の主人公で、プロのトレジャーハンター。愛称は「ネイト」。本名はネイサン・モルガン。海洋冒険家「フランシス・ドレイク」の子孫を自称しており、彼の格言「偉業も小さな一歩から」がモットー。考古学の豊富な知識と優れた洞察力を持ち、わずかな手掛かりから謎を紐解く。性格は皮肉屋だがユーモアに溢れ、危険な状況でも軽口をたたく余裕を失わない。また、身体能力が非常に高く、険しい場所も軽い身のこなしで登っていく卓越したクライミング技術を持っている。さらに、銃火器の扱いや格闘術、飛行機や水上バイクなどの乗り物の操縦にも長けている。なお、長年のトレードマークであったフランシス卿の指輪は前作『UC3』で紛失したため、本作では身に着けていない。
今作ではトレジャーハンターを引退しており、ジェイムソンが経営する海洋サルベージ会社で働いている。また、エレナと結婚しており、マイホームで2人幸せに暮らしている。トレジャーハンターを引退して3年の月日が経った頃、死んだと思っていた兄のサムが突然現れたことで、新たな大冒険に挑むこととなる。
トレジャーハンターを引退しても高い身体能力と戦闘力、知識と洞察力は健在だが、今回の冒険はあくまでサムを助ける為のものであり、前作までの財宝への好奇心や執着はやや薄い部分が見られる。
エレナ・フィッシャー（Elena Fisher）
声 - 永島由子 / エミリー・ローズ
かつてアドベンチャー番組「アンチャーテッド」の司会を務めていたフリージャーナリスト。頭脳明晰な美女で、古代建築などの知識が豊富である。性格は明るく奔放で、少々頑固なところがある。ネイトに引けを取らないほどの行動力を持っており、女性でありながらも銃の扱いや乗り物の操縦にも長けている。『UC2』でチベット語『UC3』でアラビア語が話せることが判明したが、他に何ヶ国語話せるかは不明。
ネイトと幾多の冒険を共にし、前作の後ネイトと婚約してその後に結婚。現在もジャーナリストの仕事を続けながら、マイホームでネイトと2人幸せに暮らしている。
サムを救う為に最後の命がけの冒険に出る羽目になってしまったネイトからは、嘘をつかれ目的を知らされなかったが…
ヴィクター・サリバン（Victor Sullivan）
声 - 千葉繁 / リチャード・マゴナグル
ネイトの相棒で、ベテランのトレジャーハンター。愛称は「サリー」。ネイトにトレジャーハンティングの技術を教えた師匠でもある。多方面に多額の負債を抱えており、金には少々汚い。話術に長けており、未だに若い女性を口説くこともある。現在は力仕事などは若いネイトに任せているが、冒険家としての腕や知識は衰えていない。過去に海軍に在籍していたため、銃や格闘術などのテクニックは高い。
今作もネイトの相棒としてドレイク兄弟の財宝探しのサポートに走るが、弟を巻き込むサムの無鉄砲さや守るためとはいえエレナに内緒で冒険に出るネイトには疑問を呈す。
サミュエル・ドレイク（Samuel Drake）
声 - 井上和彦（少年期：内山昂輝） / トロイ・ベイカー (若年期 : チェイス・オースティン) 
ネイトの5歳上の兄。愛称は「サム」。本名はサミュエル・モルガン。ネイトと同じくトレジャーハンターで、ネイト以上に冒険やスリルを好む無鉄砲な男。ネイトに引けを取らない身体能力と、ヘンリー・エイヴリーを始めとする海賊達に関する豊富な知識を持つ。
15年前に海賊ヘンリー・エイヴリーの財宝の手掛かりを求めて、ネイトやレイフと共にパナマの刑務所に潜入した。しかし、脱走する際に銃撃を受けてしまい、ネイトには死亡したと思われていた。だが、実は生きて15年間刑務所に捕らわれており、本人によればヘクター・アルカサルと共に脱獄。脱獄手引きの見返りにヘクターからエイヴリーの財宝を要求され、3か月後までに見つけられなければ殺すと脅された。その後、財宝探索の冒険への協力を求めるため、トレジャーハンターを引退したネイトを訪ね、ネイト共に世界を股にかける大冒険に乗り出す。

### 敵対者
レイフ・アドラー（Rafe Adler）
声 - 内田直哉 / ウォーレン・コール
大富豪の御曹子で、財宝と名声を追い求めるトレジャーハンター。有り余る金でトレジャーハントをしており、業界ではそれなりに有名らしい。ヘンリー・エイヴリーの財宝を狙っており、ネイト達の行く先々で、パートナーのナディーンと共に立ちはだかる。
15年前に、エイヴリーの財宝の手掛かりを得るべく、ドレイク兄弟と共にパナマの刑務所に潜入したことがある。それ以来、現在までずっとエイヴリーの財宝を追い続けている。
金にあかせて民間軍事会社の傭兵を雇い、大規模で強引な調査を進めているが、自身のトレジャーハンターとしての腕前はそれほどでもなく、ネイト達に内心小馬鹿にされるレベル。その割に、自分の筋道が狂わされる事を異常に嫌う。詰めの甘さ、発想の脆さ、キレやすく短慮など、分かり易い小悪党。そのため、ナディーンの部下達からはかなり嫌われている。
ナディーン・ロス（Nadine Ross）
声 - 小島幸子 / ローラ・ベイリー
レイフに金で雇われた、南アフリカの民間軍事会社「ショアライン」の女ボス。世界各地の紛争地域に介入しては勢力を拡大する事を繰り返し、いまやその武力は小国の正規軍並みとも言われている。
軍隊式格闘術の使い手であり、その実力はネイトとサムを2人まとめて相手にして圧倒するほど高い。レイフとは契約のみの関係であり、彼に対してそれ以上の感情はまったくない。財宝自体にもさほど興味はないが、あくまで契約に忠実に行動し、ネイト達を追い詰めていく。
過去にサリーと凄まじくもめた事があるようだが、過去は過去と思うタイプらしく根に持つような事はしない。
DLC『古代神の秘宝』には、主人公クロエのパートナーとして登場する。
オルカ（Orca）
声 - 斉藤次郎 / ギデオン・エメリー
ショアラインの傭兵の一人で、ナディーンの側近的存在。DLC『古代神の秘宝』にも登場する。
ノット（Knot）
声 - 松田健一郎
ショアラインの傭兵の一人で、ナディーンの側近的存在。

### パナマの刑務所
ヘクター・アルカサル（Hector Alcázar）
声 - 西村知道 / ロビン・アトキン・ダウンズ
パナマの麻薬王で、サムの刑務所仲間。サムの話によれば彼が脱獄出来たのはアルカサルの部下が起こした反乱に乗じたおかげであるがそれは意図的なもので、助けた見返りにヘンリーの財宝を期限内に見つけて山分けしなければサムの命は無いと脅す。
バルガス（Vargas）
声 - 遠藤純一 / ヘムキー・マデーラ
15年前のエピソードに登場する、パナマの刑務所の堕落した刑務官。レイフに買収され、わざとネイト・サム・レイフの3人を収容し、刑務所裏手の遺跡にネイトを手引きした。
強欲な性格で買収分だけでなく財宝の取り分を要求したが、見つかったのが空の十字架だけと知るや激昂して3人と揉め事を起こし、最終的にレイフによって刺殺された。
この一件でその場で脱走する事となり、ネイトとサムが長年生き別れる原因となる。
グスタボ（Gustavo）
声 - ？
パナマの刑務所の囚人の一人。ネイトと乱闘騒ぎを起こした。

### 回想チャプターの登場人物
キャサリン（Catherine）
声 - ？
ネイトが少年時代に暮らしていたボストンの孤児院「聖フランシス孤児院」の修道女。度々喧嘩騒ぎを起こすネイトや、彼に嫌がらせをする少年を叱っている。シスターの身でありながら喫煙者。
カサンドラ・モルガン（Cassandra Morgan）
ネイトとサムの実母で、探検家。エヴリンには「自分の知るかぎり最高の歴史家」と讃えられている。作中では名前のみ登場。著名な歴史家のエヴリンに雇われ、フランシス・ドレイク卿の研究をしていたが、病気で亡くなったという。
サムとネイトの父親
カサンドラの死後、親権を手放して、サムとネイトを保護施設に入れる。サムからは「クソ親父」と言われている。当時、どのような経緯があったのかは一切不明。
エヴリン（Evelyn）
声 - 田村聖子 / マール・ダンドリッジ
元探検家で、ネイトの母カサンドラの雇い主だった女性で、遺物や芸術品のコレクター。若い頃は著名な歴史家であり、雑誌「アドベンチャーライフ」に特集が組まれたこともある。大きな屋敷に一人で住んでおり、数多くの古代の遺物などのコレクションを所有している。
夫とは離婚しており、すでに故人。優秀で物怖じしない性格と「母譲りの直感」を併せ持つエドモンドという息子がいたが、夫の葬儀に行かなかったことから息子の反感を買い、息子家族とは絶縁状態になっている。
少年時代のネイトとサムが屋敷に侵入した際、最初は銃口を向けるも、2人がカサンドラの息子と知ると銃を下ろし、2人にカサンドラの話を語り聞かせ、彼らの目的であったカサンドラの日記を渡した。しかし、タイミング悪く近隣住民の通報により警察が訪れてしまったため、兄弟が逃げる時間稼ぎを試みるものの、心臓発作により倒れ、そのまま息を引き取った。
この一件により、モルガン兄弟は「住居侵入」「強盗殺人」の容疑で警察に追われる身となったため、戸籍を偽り、偽名としてフランシス・ドレイクの子孫を名乗るようになった経緯を持つ。
難波健一郎
京都大学で、遺跡発掘に携わっている日本人男性。過去シリーズにおいても未登場だが、本作のエブリンの屋敷において、彼からエブリン女史に宛てられた手紙や、彼の研究「徳川家康の遺産」の書類などがいくつか見つかっている。エブリンの屋敷内にて、彼と思われる日本人と妻と男児が映っている写真があり、難波は「エブリンの夫」だと推察される。

### その他
ジェイムソン（Jameson）
声 - 小形満 / ブランドン・スコット
ネイトが勤務している海洋サルベージ会社のオーナー。ネイトにマレーシアでの仕事を勧める。エンディングでは、自身の会社をエレナに売却していた。
チャーリー・カッター（Charlie Cutter）
前作「砂漠に眠るアトランティス」に登場した、ネイトのトレジャーハンター仲間。本作では名前のみ登場。
冒険に誘うサムに対し、エレナとの生活を壊したくないネイトが代理として彼の名を出すが、あっさり拒否された。
キャシー・ドレイク（Cassie Drake）
声 - 潘めぐみ / ケイトリン・デヴァー
エンディングのカットシーンに登場する、ネイトとエレナの娘。本作の冒険の後に2人の間に生まれた。言葉遣いが悪く、度々両親に注意されている様子。ネイト達の過去の冒険のことは、ネイトの意向でまだ知らされていない。

## 用語集
フランシス・ドレイク
実在したイングランド出身の私掠船船長、海軍提督。アルマダの海戦などで活躍しエリザベス1世によるスペイン貿易船への多大な「公認海賊行為」によって巨万の財宝を得、イギリス人初となる世界一周を成し遂げている。その航海で得た宝はエリザベス1世に献上されたが、実はフランシス卿が献上せず残しているお宝があるとされており、ネイトはシリーズを通してその宝を追っている。また、フランシス卿が死去した際、鉛の棺に納められ海中に沈められたとされる。この棺は現在も見つかっていないが、『UC』でネイトが見つけたところからアンチャーテッドシリーズのストーリーが始まる。
生涯子供がおらず子孫は断絶したとされているが、ネイトは彼の隠された子孫を名乗っている。
ヘンリー・エイヴリー
17世紀の海賊で、マッカ巡礼を終えて本国へ帰るムガル帝国の皇帝アウラングゼーブの船を捕まえ膨大な財宝を手に入れた人物。あだ名の一つとして海賊王とも呼ばれた。また作中では彼の財宝は何億ドルもの価値があるとされており、ネイトは過去にエイヴリーの財宝を探したことがあるが、発見することはできず探索を断念している。本作ではサムとの再会を機に再びエイヴリーの財宝を探す冒険に出ることとなる。
リバタリア
17世紀のマダガスカル島にミッソン船長や海賊逹が作ったとされ、当時には珍しい民主主義制であったとされる伝説の都市。

## 登場する武器
※本作からは背中に背負う武器にガンベルトが付属。

### ピストル
Para .45
イージス 9mm
ラッフィカ
バロック .44
フリントロック・ピストル

### サブマシンガン
MP34A
フォッサ R-81

### アサルトライフル・アサルトカービン
XCR
HS39
AK-47
FAL
メトラーM-30
カッパーヘッド SR7
ARX160

### スナイパーライフル
マズール LDR
M14

### ショットガン
Pistole
スペゾッティ 12ゲージ
コンドル

### 重火器・その他
チャイナレイクGL
RPG
固定機関銃
DShK
Mk-NDI
ダイナマイト

## トレーラー
最初の発表は2013年11月14日のPS4北米ローンチに向けてニューヨークにて開催されたイベント『Spike TV PS4 All Access』で行われ、短いティーザー映像が公開された。ノーティードッグCEOのEvan Wellsによれば、このティーザー映像には幾つかのヒントが隠されているとのことで、映像ではトッド・スタシュウィックの音声が収録されている。
映像の中では海賊ヘンリー・エイブリーのことを差して "Every betrayed us all"  (｢エイブリーは皆を裏切った｣) との記載があるほか、フランシス・ドレイクの航路の一部分であったマダガスカルのサント・マリー島が地図上でマークされ、スカルの絵のそばにはラテン語で“Hodie Mecum Eris In Paradiso”（「あなたは今日わたしと共に楽園にいる」ルカ23章43節の引用）との記載が見られる。また、そのスカルの絵の左側には、伝説上の海賊の国リバタリアが掲げていたとされるモットー “For God and Liberty” (｢神と自由のために｣) が記されている。
2014年6月開催されたE3 2014でのソニーのカンファレンスの最後に、本作の新しい実機映像ティーザートレーラーに加え英語版タイトルと発売年が明かされ、会場が大盛り上がりとなった。映像では、ジャングルの河で目覚めたネイトが一つ残された拳銃を手に歩き出し、その向かった先には木に吊るされた骸骨入りの複数の檻が映され、檻の一つには （「お互は自分のやった事のむくいを受けているのだから、こうなったのは当然だ。しかし、このかたは何も悪いことをしたのではない」ルカ23章41節の引用）と書かれていた。
2014年12月に開催されたPlayStation Experienceにて約15分間の映像が公開され、映像の最後にネイトの兄サムが登場している。

## 開発・その他
アンチャーテッド 砂漠に眠るアトランティス発売直後から開発を開始。
当初はシリーズ脚本家兼クリエイティブ・ディレクターのAmy Hennigと『UC3』のゲームディレクターを担当したJustin Richmondが所属していたチームが開発を担当していたが、2014年3月に開発のリーダーを務めていたAmy Hennigと、Justin Richmondがスタジオを後にし、それぞれVisceral GamesとRiot Gamesに移籍することが発表された。
これに対して同年6月、『The Last of Us』を手掛けたディレクターのNeil DruckmannとBruce StraleyがHenningの代わりに開発を率いることが発表された。 また、配役のリキャストに伴い、ティーザートレーラーのナレーターを務め、サム・ドレイクを演じる予定だったトッド・スタシュウィックとレイフを演じる予定だったアラン・テュディックがゲームの開発から離脱。
イギリスにおいて発売前の本作が窃盗にあい、内容を公開される可能性があるとして吉田修平が注意を呼びかけた。

### エイミー・ヘニッグの脚本
本作発売後にチームの変更がストーリーにどのような影響をもたらしたのかと言う点が議論になった。
エイブリーやリバタリアなどの基本設定はHennigがリーダーを務めていた頃から存在したが、ナディーンの存在の有無など完成版とHennig版の間には大きな変更点があった。配役のリキャストもその一端で、サム役がトッド・スタシュウィックからトロイ・ベイカーにレイフ役がアラン・テュディックからウォーレン・コールに変更された。
Hennig版のストーリーでは、｢サムとネイトは昔の仕事仲間だったが、サムがネイトに対して恨みを募らせたことから敵対関係に発展、しかしストーリーが進むにつれて2人が兄弟であることが明らかになり、真の敵であるレイフに立ち向かうために団結する｣ という筋書きだった。
また、前作に登場したチャーリー・カッターが重要な役割で登場する予定であったことが後に明かにされている。ゲーム面では、ネイトが人を殺める場面を半分程度に削減する予定だった。

## 評価
ゴールデンジョイスティックアワード2016にて「PlayStationゲームオブジイヤー」を受賞。
D.I.C.E.アワード2016にてアドベンチャーゲーム部門、アニメーション部門、テクニカル部門、ストーリー部門の4部門で受賞。

## アンチャーテッド 古代神の秘宝
『アンチャーテッド 古代神の秘宝』(原題：Uncharted: The Lost Legacy)は、PlayStationExperience 2016で発表されたシリーズ初のDLC。インドを舞台として、メインキャラクターとしてクロエ・フレイザーとナディーン・ロスが登場する。また、『海賊王と最後の秘宝』のシーズンパスを所有している者は、無料でダウンロードできる。
単体のパッケージおよびダウンロードソフトとしても販売される。単体版にはPS4版『ジャック×ダクスター 旧世界の遺産』が特典として付属する。

### ストーリー
『海賊王と最後の秘宝』から半年後。トレジャーハンターのクロエ・フレイザーは、古代インドの幻の秘宝「ガネーシャの牙」を手に入れるべく、冒険のパートナーとして傭兵のナディーン・ロスを雇う。ガネーシャの牙は、インドで古くから信仰されている象の頭を持つ神「ガネーシャ」の折れた牙を模した宝物で、"ホイサラ朝の至宝"とも呼ばれる、考古学的にも莫大な価値がある秘宝。ナディーンは、ガネーシャの牙で得た資金を元に会社での実権を取り戻すために、クロエと契約する。2人はスリランカの紛争地帯に潜入し、兵士たちに追われながらも、反乱軍の指導者・アサーブが持っていた秘宝の鍵となる「ガネーシャの円盤」を奪取することに成功する。
奔放で直感的なクロエと、生真面目で理性的なナディーン。対照的な2人のコンビは、「ガネーシャの牙」を追ってインド各地で冒険を繰り広げていく。